# 马罗斯蒂卡
马罗斯蒂卡（義大利語：Marostica），是意大利威尼托大区维琴察省的一个市镇。总面积36平方公里，人口13761人，人口密度382.3人/平方公里（2009年）。国家统计（ISTAT）代码为024057。